# Tati Penna
Tati Penna, właśc. Constanza Bernardita Penna Brüggemann (ur. 26 lutego 1960 w Concepción, zm. 14 kwietnia 2021 w Santiago) – chilijska piosenkarka, dziennikarka i osobowość telewizyjna.
Penna była zamężna dwukrotnie: z Jaime de Aguirre, z którym miała dwójkę dzieci, oraz z Claudio Nichollsa.
Zmarła 14 kwietnia 2021 na raka, miała 61 lat.

## Dyskografia
- Abril (1982)[4]
- Voces sin fronteras (1987)
- Tati Penna (1988)
- Chile, la alegría ya viene (1988)
- Tangos (2002)
- Sofá (2015)